# Jan Kavan
Jan Kavan (Londra, 17 ottobre 1946) è un diplomatico e politico ceco.
Fu uno dei capi del movimento studentesco a Praga nel 1968. È stato ministro degli esteri e presidente dell'Assemblea generale delle Nazioni Unite.

## Biografia
Kavan aveva madre inglese e padre cecoslovacco, il padre era un diplomatico. Negli anni cinquanta il padre di Kavan fu richiamato in patria, fu coinvolto nel processo contro Rudolf Slánský e fu condannato a venticinque anni di prigionia. Venne scarcerato nel 1960, ma morì poco dopo a causa delle conseguenze della reclusione.
Kavan fu uno dei capi del movimento studentesco a Praga nel 1968. Dopo l'invasione sovietica della Cecoslovacchia fu costretto ad emigrare in Gran Bretagna. Durante il periodo d'esilio, fondò l'agenzia di stampa Palach Press e fece da intermediario tra gli ambienti occidentali e il movimento d'opposizione Charta 77. 
Dopo la rivoluzione di velluto del 1989, Kavan rientrò in Cecoslovacchia e fu eletto in parlamento. Nel 1993 divenne membro del Partito Social Democratico Ceco. Tra il 1998 e il 2002 fu ministro degli esteri della Repubblica Ceca. Nel 2002-03 è stato presidente dell'assemblea dell'ONU.